# Роб Пілатус
Роберт Пілатус (8 червня 1965, Нью-Йорк — 3 квітня 1998) — німецький співак і танцюрист, учасник поп-дуету Milli Vanilli.

## Біографія

### Ранні роки
Роберт Пілатус народився в Нью-Йорку в родині американця африканського походження та німкені. Перші чотири роки свого життя провів у дитячому будинку, пізніше його всиновила сім'я з Мюнхена. Роб розповідав, що в дитинстві був відлюдькуватим. Однокласники називали його «Кунта Кінте» як головного героя серіалу «Коріння», що вийшов 1977 року.
Пілатус покинув прийомних батьків, ще коли був підлітком і став працювати моделлю та брейкдансером. 1987 року він виступав з групою «Wind» на конкурсі Євробачення-1987 в Брюсселі. Група посіла друге місце. 1988 року познайомився з Фабрісом Морваном, після роботи в модельному бізнесі, вони вирішили створити власну поп-групу Milli Vanilli.

### Milli Vanilli
Пілатус і Морван обидва хотіли займатися музикою і згодом їх помітив музичний продюсер, Френк Феріан, з яким вони підписали контракт. Назва дуету було позичено з вуличної реклами побаченої під час поїздки в Туреччину. Пілатус і Морван були здивовані коли дізналися, що не будуть співати на своїх платівках. Спочатку вони відмовилися від цієї ідеї, але не змогли повернути аванс, який їм надали на зміну свого зовнішнього вигляду, новий одяг та нарощування волосся. Вони вирішили продовжити на деякий час контракт поки не зароблять достатньо грошей, щоб повернути аванс. Це означало, що вони повинні були лише зображати спів. Голос належав професійним співакам Чарльзу Шоу та Бреду Гауеллу, які, на думку Феріана, були талановитими вокалістами, але не мали комерційно успішної зовнішності.
Перший альбом групи «Girl You Know It's True» став платиновим. З альбому вийшло п'ять синглів, три з них стали особливо популярними: «Girl i'm Gonna Miss You», «Baby Do not Forget My Number» та «Blame It On The Rain». 21 лютого 1990 року Milli Vanilli отримали Греммі в номінації «Кращий новий артист» за хіт «Girl You Know It's True».
Група «Milli Vanilli» стала успішною за дуже короткий час. Успіх став на заваді розірванню контракту з Феріаном як планувалось. З часом почали поширюватися чутки, що вони співають лише під фонограму. Один зі справжніх вокалістів групи, Чарльз Шоу, розповів ЗМІ правду, але відмовився від своїх слів після того, як Феріан заплатив йому 150 000 доларів.
15 листопада 1990 року, коли Пілатус та Морван наполягли на тому, щоб заспівати самим для наступного альбому, але Феріан вирішив зізнатися журналістам, що вони ніколи не співали своїми голосами. Після цього в них забрали Греммі. Компанія Arista Records відмовилася працювати з гуртом та видалила їх альбом та сингли зі свого каталогу. У США в результаті рішення суду, будь-кому, хто купив альбом гурту міг отримати відшкодування збитків.
Феріан пізніше спробував відродити гурт, але спроба виявилася невдалою. Пілатус і Морван вирішили перервати творчу діяльність.
У 1992 році Пілатус та Морван випустили альбом «Rob & Fab», в якому всі пісні співали самі, але було продано лише 2 тисячі копій через обмежений тираж. Незабаром після цього лейбл збанкрутував.

### Проблеми зі здоров'ям
Після скандалу з «Milli Vanilli» Роб почав зловживати психоактивними речовинами й намагався скоротити собі віку через надмірну негативну увагу преси. 1996 року Пілатус провів три місяці під вартою за розбійний напад, вандалізм і спробу пограбування. Феріан оплатив шість місяців перебування Роба в наркологічній лікарні.

### Смерть
3 квітня 1998 року, напередодні промотуру нового альбому «Milli Vanilli» «Back and in Attack», Роба знайшли мертвим. Причиною, ймовірно, стало передозування алкоголю та антидепресантів. Альбом так і не вийшов. У Пілатуса залишився син Джон та сестра Кармен. Похований в Вальдфрідхофі.

## Дискографія

### Milli Vanilli
- All or Nothing (Milli Vanilli album) | All or Nothing (1988)
- All or Nothing (remix album) | All or Nothing (1989)
- Girl You Know It's True (1989)
- The Remix Album (Milli Vanilli) | The Remix Album (1990)
- Back and in Attack (1998; unreleased)
- Greatest Hits (Milli Vanilli album) | Greatest Hits (2006)
- Girl You Know It's True — The Best Of Milli Vanilli (Milli Vanilli album) | Girl You Know It's True — The Best Of Milli Vanilli (2013)

### Rob and Fab
- Rob & Fab (1993)